# Mezquita Ashaghi Govhar Agha
La mezquita Ashaghi Govhar Agha (en idioma azerí: Aşağı Gövhər ağa məscidi) es una mezquita en Şuşa, en la región de Karabaj de Azerbaiyán.
La designación ashaghi («inferior») se refiere a la ubicación de la mezquita en la parte baja de la ciudad de Şuşa, distinguiéndola de la mezquita Yukhari Govhar Agha, la mezquita de nombre similar situada en la parte alta de la ciudad. La construcción de la mezquita de Ashaghi Govhar Agha se completó con las órdenes de Govhar Agha, hija de Ibrahim Khalil Khan del kanato de Karabaj, aproximadamente ocho años antes de que se construyera la mezquita Yukhari Govhar Agha.
Una diferencia entre el Ashaghi Govhar Agha y el Yukhari Govhar Agha es que los minaretes de la primera están situados en las esquinas de la fachada trasera y los minaretes de la mezquita Yukhari Govhar Agha están en la fachada delantera.

## Situación actual
Entre 2005 y 2007, la mezquita se encuentra en estado semidestruido. Aunque se ha afirmado que la mezquita fue renovada, los miembros de la delegación azerbaiyana que visitó Karabaj tomaron fotos y dijeron que la mezquita sigue estando muy dañada y que no se están realizando obras de renovación.

## Galería

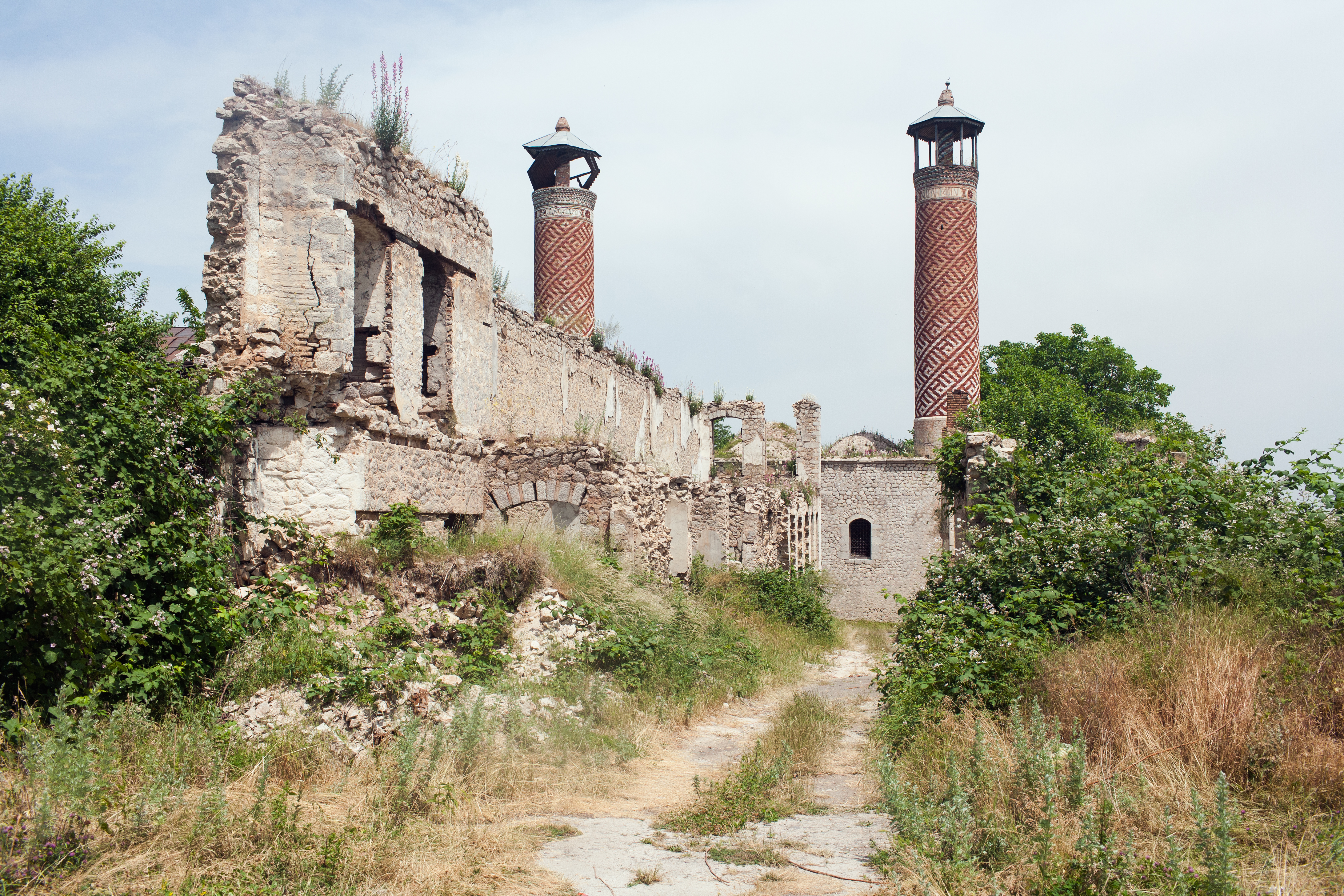
La mezquita en 2010.
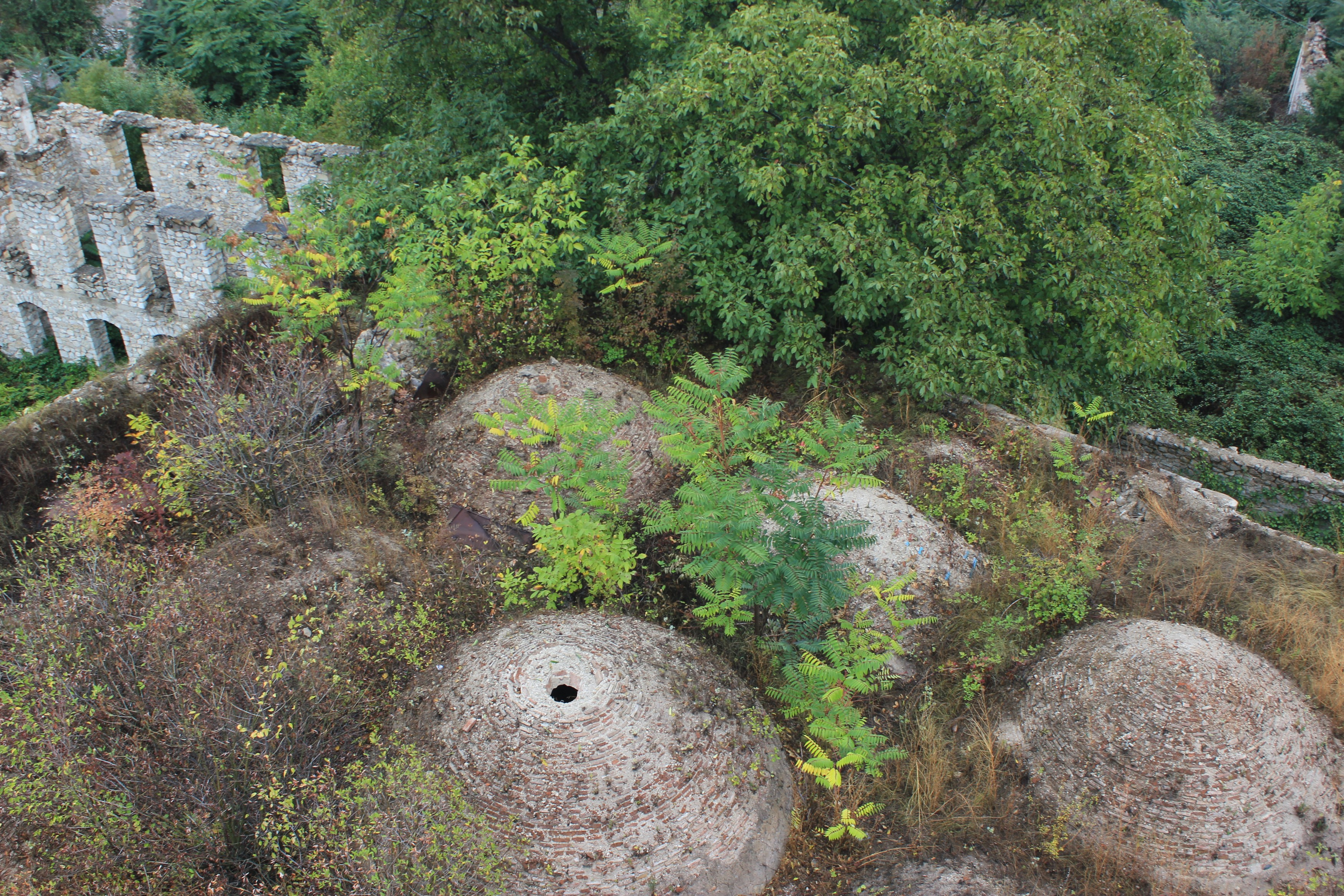
Techo de la mezquita en 2017.
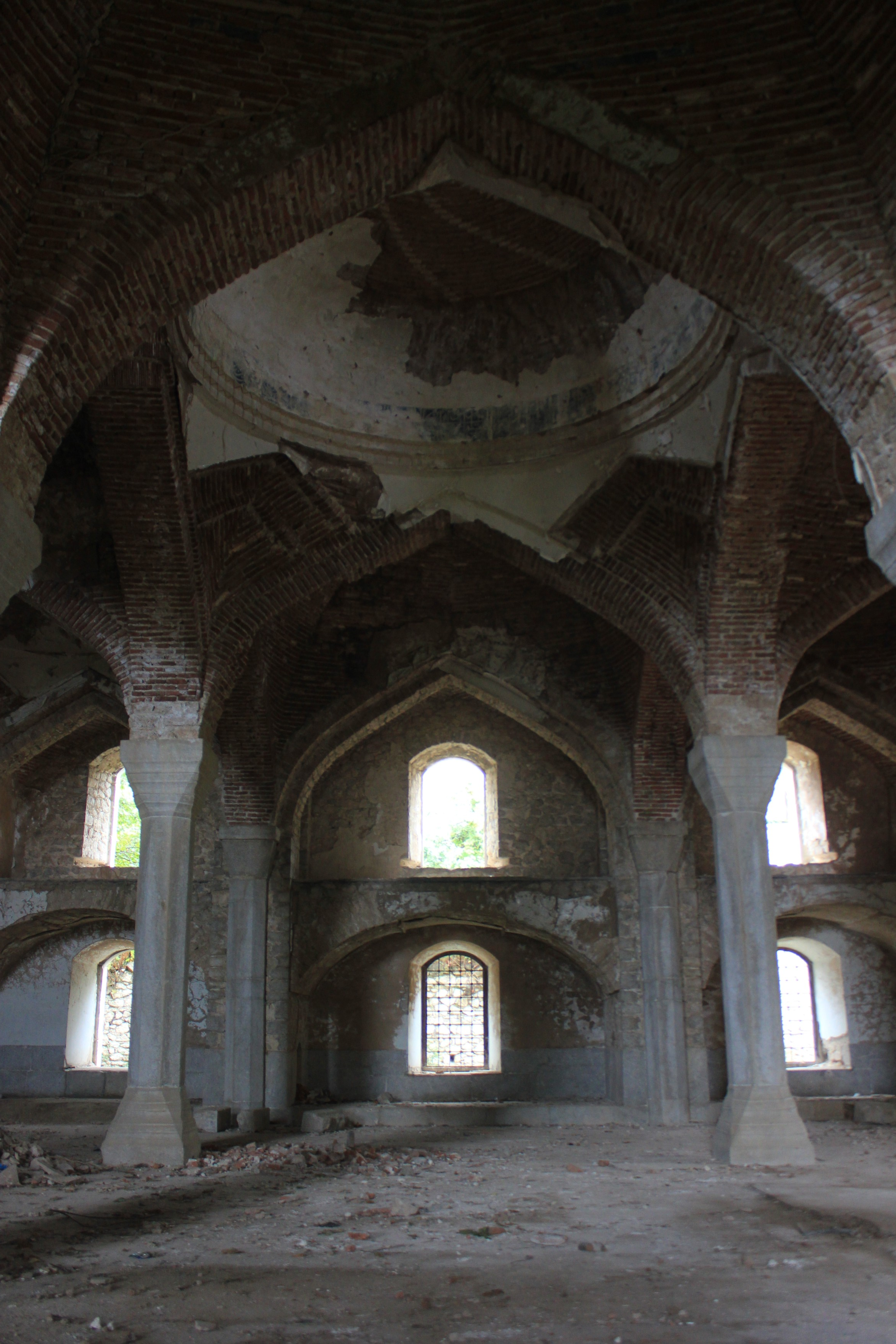
Interior del edificio.
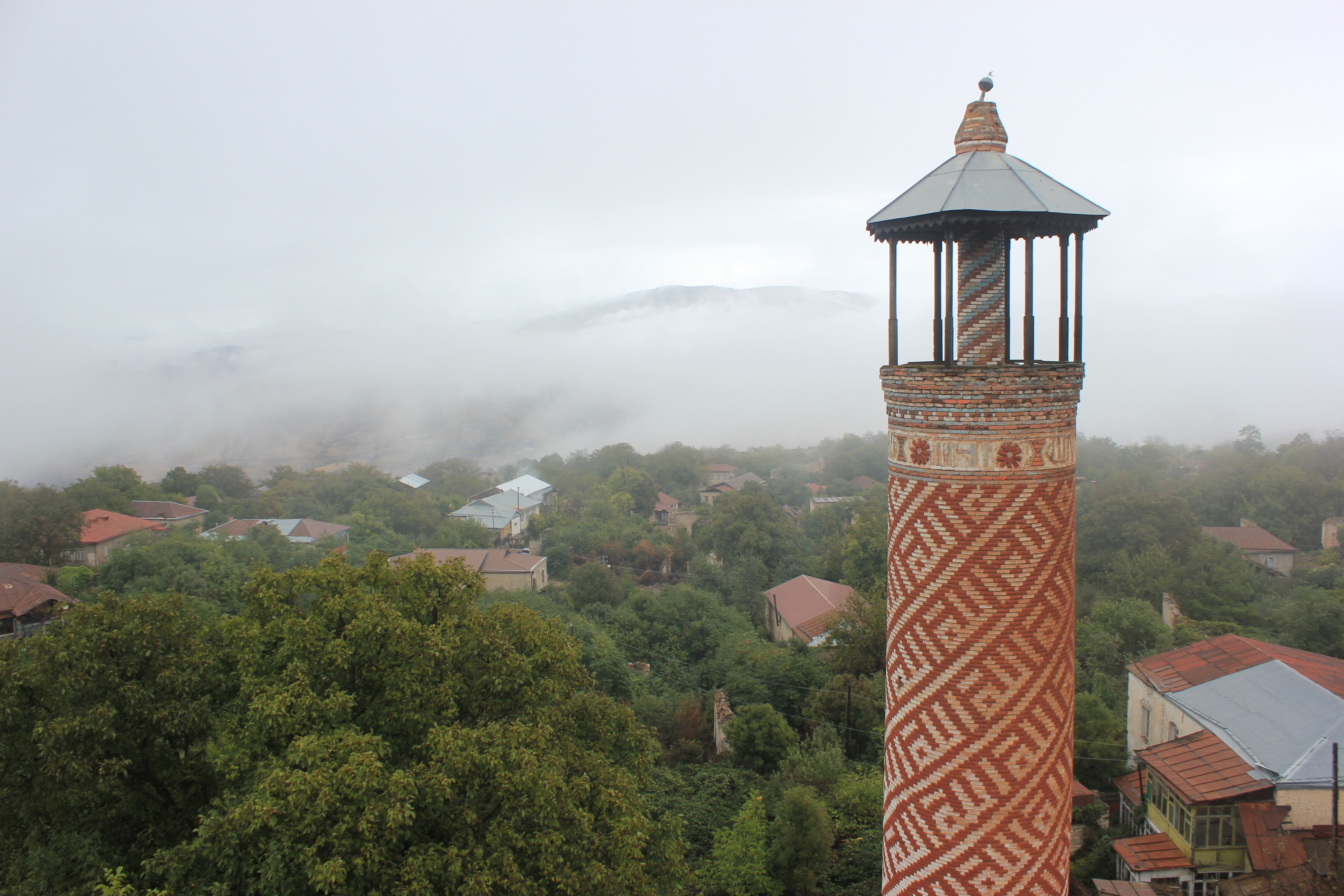
Vista desde el minarete.
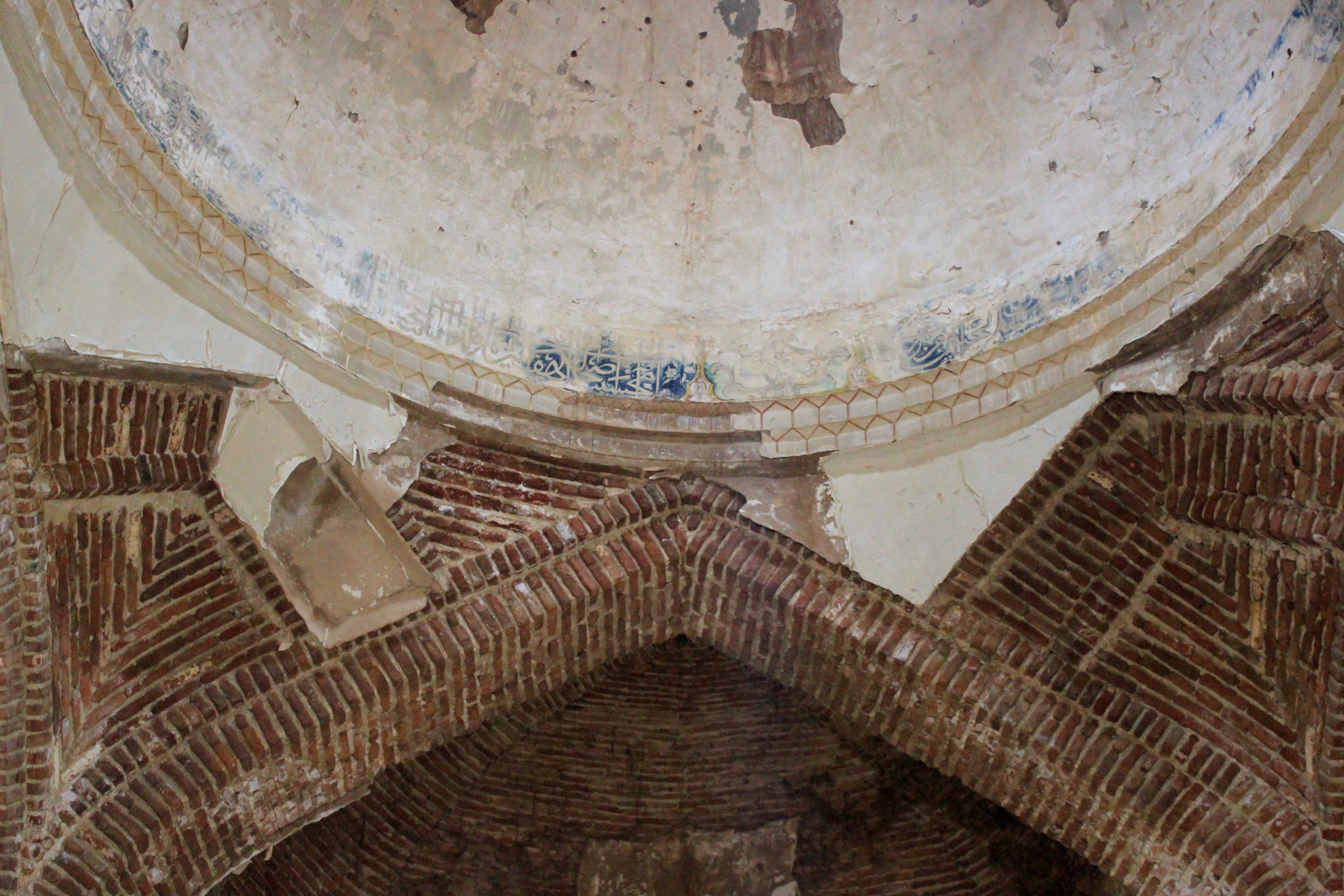
Inscripción interior.
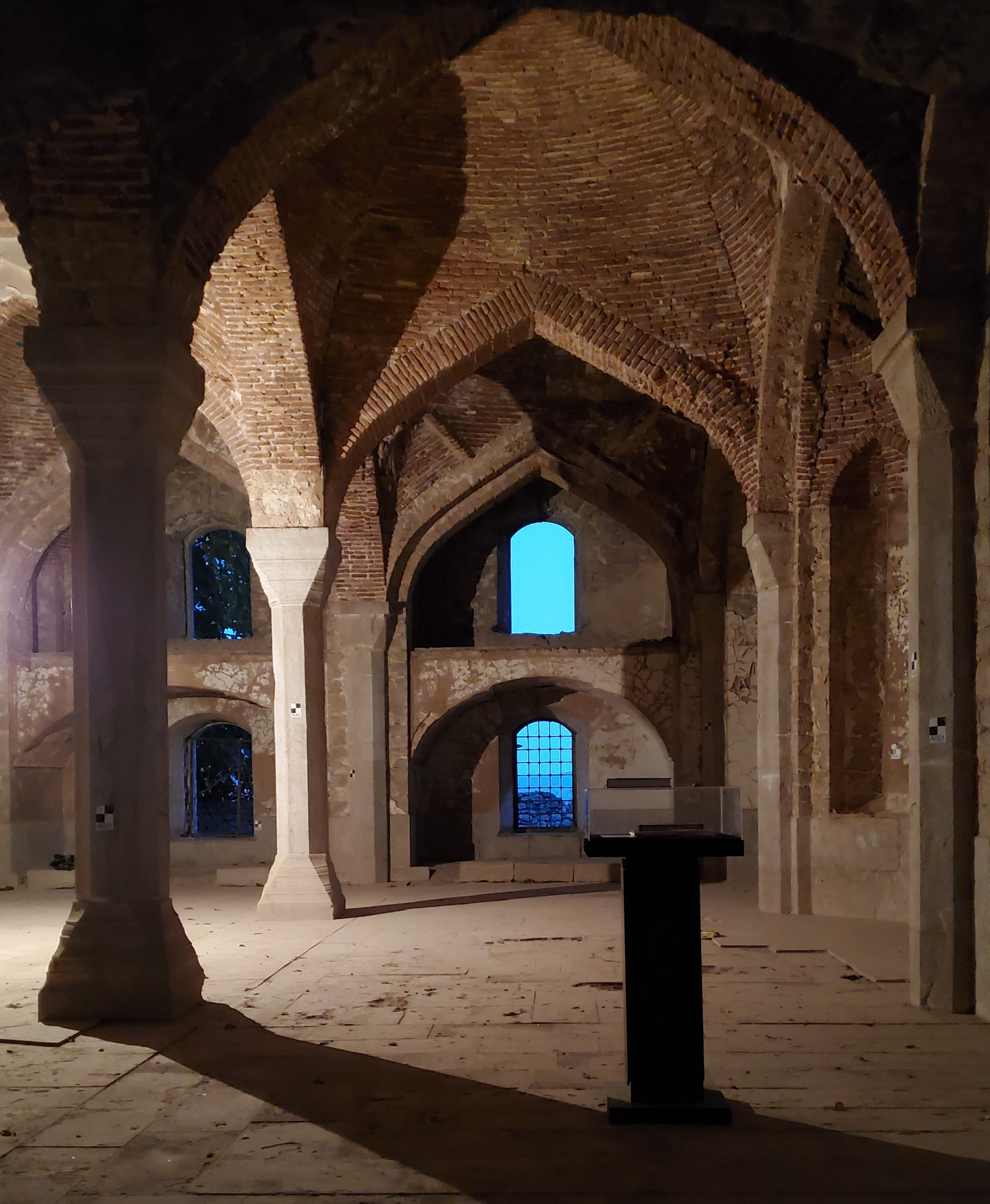
Interior de la mezquita.